# Liste der Schüler Arnold Schönbergs

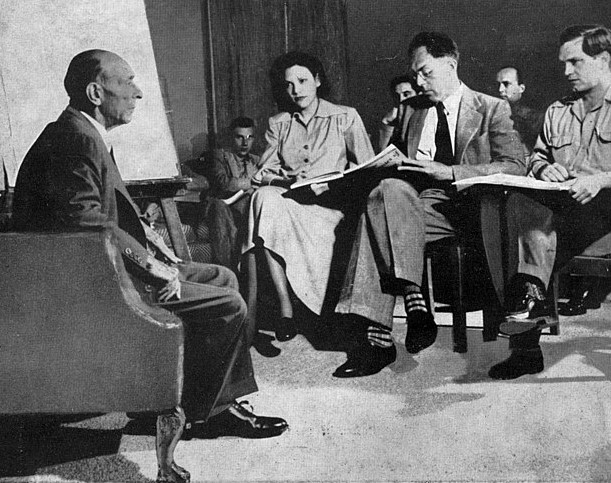
Arnold Schönberg mit Schülern. Foto von Richard Fish (ca. 1948). Urheberrechte unklar

Arnold Schönberg hatte als Komponist großen Einfluss auf seine Zeitgenossen. Viele Schüler Arnold Schönbergs wurden ebenfalls bedeutende Komponisten, Dirigenten oder Musikwissenschaftler. Schönberg unterrichtete Komposition und Harmonielehre sowohl in Wien und Berlin als auch in den USA. Mit Alban Berg, Anton von Webern und weiteren Schülern entstand die sogenannte Wiener Schule sowie die Berliner Schule.

## Wien
- Hans Erich Apostel (1922–1923)
- Ernst Bachrich (1916–1917)
- Alban Berg (1904–1911)
- Hanns Eisler (1919–1923)
- Robert Gerhard (1923–1928)
- Karl Horwitz (1904–1908)[1]
- Heinrich Jalowetz (1904–1908)
- Hanns Jelinek (1918–1919)
- Józef Koffler (1921–1924)
- Rudolf Kolisch (1919–1922)
- Paul Pella (1917)
- Erwin Ratz (1917–1920)
- Josef Rufer (1919–1933)
- Rudolf Serkin (nach 1918)
- Erwin Stein (1906–1910)
- Othmar Steinbauer (1920–1921)
- Viktor Ullmann (1918–1919)
- Vilma von Webenau (1898–1902)
- Anton von Webern (1904–1908)
- Egon Wellesz (1904–1905)
- Fritz Zweig (1910–1912)

## Berlin
- Vilma von Webenau (ab 1898/99)
- Max Deutsch (1913–1922)
- Eduard Steuermann (1912–1914)
- Marc Blitzstein (1927)
- Henry Cowell (vor 1932)
- Robert Gerhard (1923–1928)
- Nikos Skalkottas (1927–1933)
- Friedrich Leinert (1931)
- Hans Heinz Stuckenschmidt (1931–1933)
- Max Walter (1926–1928)
- Winfried Zillig (1925–1928)
- Walter Goehr (1925–1928)
- Charilaos Perpessas (1926–1927)
- Alfred Keller (1927–1930)
- Stefanija Turkewytsch (1927–1930)
- Peter Schacht (1927–1932)
- Norbert von Hannenheim (1929–1933)
- Erich Schmid (1930–1931)[2]
- Adolph Weiss (1925–1929)
- Walter Gronostay (1925–1928)
- Josef Zmigrod / Allan Gray (1926–1928)
- Fried Walter (1929–1930)
- Natalja Prawossudowitsch (1929–1931)
- Rudolph Goehr (1930–1931)
- Bernd Bergel (1931–1933)

## USA
- John Cage (1934–1935)
- Lou Harrison (1941)
- Earl Kim (1939–1940)
- Otto Klemperer (Mitte der 30er)
- Peter Jona Korn (1941–1942)
- Oscar Levant (1935–1937)
- Dika Newlin (1939–1940)
- Leonard Rosenman (1947)
- Leonard Stein (1935–1939)